# Basil Charles Godfrey Place
Basil Charles Godfrey Place (ur. 19 lipca 1921 w Little Malvern, zm. 27 grudnia 1994 w Londynie) – brytyjski wojskowy, kontradmirał Royal Navy, odznaczony Krzyżem Wiktorii za udział w operacji Source, ataku miniaturowych okrętów podwodnych na niemiecki pancernik „Tirpitz”.

## Życiorys
Basil Charles Godfrey Place był synem Godfreya Place, prawnika w służbie kolonialnej, weterana I wojny światowej. W 1935 roku wstąpił jako kadet do Royal Navy. W chwili wybuchu II wojny światowej służył jako midszypmen na krążowniku „Newcastle”. W 1941 roku zgłosił się do służby na okrętach podwodnych. Był członkiem załogi okrętów „Urge”, „Una” i polskiego „Sokoła”, gdzie pełnił funkcję oficera łącznikowego i gdzie został odznaczony polskim Krzyżem Walecznych. Na okręcie podwodnym „Unbeaten” zasłużył na odznaczenie Distinguished Service Cross za uczestnictwo w zatopieniu włoskiego „Guglielmotti”.
W listopadzie 1942 roku został jednym z pierwszych ochotników do organizowanych załóg miniaturowych okrętów podwodnych typu X. Jako dowódca X7 wziął udział w zakończonej częściowym sukcesem akcji przeciwko niemieckiemu pancernikowi „Tirpitz” (operacja Source), w wyniku której okręt przeciwnika został uszkodzony eksplozjami ładunków. Place wraz z pięcioma innymi Brytyjczykami został wzięty do niewoli i resztę wojny spędził w obozie jenieckim. W lutym 1944 roku został wyróżniony Krzyżem Wiktorii, który został mu wręczony po zakończeniu wojny, 22 czerwca 1945 roku.
Po powrocie z niewoli pozostał w marynarce, ale nie dostał przydziału na okręty podwodne. W 1950 roku poprosił o przeniesienie do lotnictwa morskiego. Dwa lata później ukończył kurs pilotażu i wziął udział w wojnie koreańskiej jako pilot 801. dywizjonu zaokrętowanego na lotniskowcu „Glory”. W czasie dalszej służby dowodził między innymi niszczycielami „Tumult” i „Corunna” oraz lotniskowcem „Albion”. W 1968 roku otrzymał awans na kontradmirała (Rear-Admiral), dwa lata później przeszedł w stan spoczynku. Także w 1970 roku został odznaczony Orderem Łaźni, zaś w 1991 roku został Komandorem Królewskiego Orderu Wiktoriańskiego.
Na emeryturze pracował między innymi jako dyrektor personalny Cunard Cargo Shipping. Żonaty od 1943 roku (brał ślub na sześć tygodni przed wyruszeniem na akcję przeciwko „Tirpitzowi”) z Altheą Tickler, miał syna i dwie córki. Zmarł w Londynie w 1994 roku.